# ジュエル・マルソー
ジュエル・マルソー（Jewell Marceau、1975年4月12日 – ）は、アメリカ合衆国のポルノ女優、アダルトモデル、ボンデージ・モデル、フィットネスモデル、映画監督、映画プロデューサー。

## 来歴
1975年4月、出生名ジュエル・マーカブ（Jewel Marcab）としてバージニア州の沿岸都市バージニアビーチで保守的なキリスト教徒の家庭に生まれた。1996年12月初めにロサンゼルスに移り、モデルの仕事を始めた。アダルトモデルの世界からポルノ業界に参入、同年に20歳でポルノ女優としてデビューを果した。
ハーモニー・コンセプト・スタジオで働いていた時、レズビアンを主題とする映画で最初の芸名スカーレット・フィーバー（Scarlett Fever）でキャリアを開始した。芸名をもっと華やかなものに変えるようアドバイスを受け、よく知られているジュエル・マルソーを名乗った。専門とするジャンルはフェティシズムとBDSMで、女優として、更に監督、モデルとしてさまざまな映画に携わった。
女優として自身のプロダクションの作品だけでなく、ウィキッド・ピクチャーズ、ヴィヴィッド・エンターテインメント、シン・シティ、ピュア・フィルス、ボブズ・ビデオ、カリフォルニア・スター、レジェンド・ビデオ、イービル・エンジェル、ニュー・センセーションズ、Kink.com、アダム＆イブ、デジタル・シンなどのスタジオで働いた。
2003年、撮影中の過失と損害についてモデル・BDSM映画監督のペイジ・ホワイトを訴え、後に賠償を受けた。
2004年、ボンデージの分野における年間最優秀の演者、アーティスト、カメラマン、調教師、作家、モデルに与えられるSIGNY Awardsのベスト・ボンデージ・モデル部門で次点となった。翌2005年、同部門で1位を獲得した。
2007年、AVNアワードのベスト・グループセックス・シーン（ビデオ）を『Fashionistas Safado: TheChallenge』でベラドンナ、メリッサ・ローレン、ジェナ・ヘイズ、ジャンナ・マイケルズ、サンドラ・ロマン、エイドリアナ・ニコール、フラワー・トゥッチ、サーシャ・グレイ、ニコール・シェリダン、マリー・ラヴ、キャロライン・ピアース、リア・バレン、ジャン・ヴァルジャン、クリスチャンXXX、ブードゥー、クリス・チャーミング、エリック・エヴァーハード、ミスター・ピート、ロッコ・シフレディと共に受賞。

## 受賞とノミネーション
| 年   | 賞           | 結果       | 部門                         | 作品                               |
| ---- | ------------ | ---------- | ---------------------------- | ---------------------------------- |
| 2004 | SIGNY Awards | ノミネート | Best Model                   | N/A                                |
| 2005 | SIGNY Awards | 受賞       | Best Model                   | N/A                                |
| 2007 | AVNアワード  | 受賞       | Best Group Sex Scene - Video | Fashionistas Safado: The Challenge |